# 水陆庵
34°08′00″N 109°24′42″E / 34.13333°N 109.41167°E
水陆庵位于中国陕西省蓝田县普化镇沙滩村，原为悟真寺北普陀蓝渚庵内的水陆殿。悟真寺始建于北朝，后寺毁仅存水陆殿。明秦王朱怀卷奉水陆殿为家祠佛堂，并大规模改扩建为水陆庵。总占地两千余平方米，坐西朝东，主要建筑有山门、前殿、中殿和大殿等。大殿内有塑像三千七百余尊，是中国现存数量最多的彩塑群。1996年被列为第四批全国重点文物保护单位。